# 奇莫内
奇莫内（義大利語：Cimone），是意大利特伦托自治省的一个市镇。总面积9平方公里，人口653人，人口密度72.6人/平方公里（2009年）。ISTAT代码为022058。